# Восток (космическа програма)
Вижте пояснителната страница за други значения на Восток.
Восток (означава „Изток“ на български език) е Съветска космическа програма, с която за първи път човек излиза в околоземна орбита. За програмата е разработен космическия кораб Восток и е приспособена ракетата Восток от съществуващ МКБР проект.

## Полети
| Име             | Тип   | Емблема | Старт            | Продължителност на полета | Екипаж              | Бележки |
| --------------- | ----- | ------- | ---------------- | ------------------------- | ------------------- | --- |
| Кораб-спътник 1 | 1KP   | –       | 15 май 1960      | 2 години и 113 дни        | –                   | Тест на опростен прототип |
| –               | 1K-1  | –       | 28 юли 1960      | –                         | –                   | Ракетата-носител се взривява 19 секунди след старта. Апаратът е разрушен. На борда са две кучета и други животни и растения.                                                                                         |
| Кораб-спътник 2 | 1K-2  | –       | 19 август 1960   | 1 ден, 2 часа и 18 минути | –                   | Първи денонощен полет, корабът извършва 17 обиколки около Земята. На борда са 2 кучета. |
| Кораб-спътник 3 | 1K-3  | –       | 1 декември 1960  | 1 ден, 1 час и 42 минути  | –                   | Втори денонощен полет, извършват се 17 обиколки около Земята. На борда са 2 кучета. Заради проблем с ориентацията, апаратът се насочва за приземяване на чужда територия. Задействана е системата за самоунищожение. |
| –               | 1K-4  | –       | 22 декември 1960 | –                         | –                   | Проблем с третата степен на ракетата-носител задейства САС. Двете кучета на борда са спасени. |
| Кораб-спътник 4 | 3KA-1 | –       | 9 март 1961      | 1 час, 41 минути          | –                   | Полет на едно куче и манекен на космонавт („Иван Иванович“). Извършена е 1 обиколка около Земята. |
| Кораб-спътник 5 | 3KA-2 |         | 25 март 1961     | 1 час, 46 минути          |                     | Полет на едно куче и манекена „Иван Иванович“. Извършена е 1 обиколка около Земята. |
| Восток 1        | 3KA-3 |         | 12 април 1961    | 1 час, 48 минути          | Юрий Гагарин        | Първи пилотиран космически полет. Извършена е 1 обиколка около Земята. |
| Восток 2        | 3KA-4 |         | 6 август 1961    | 25 часа, 11 минути        | Герман Титов        | Първи денонощен полет. Извършени са 17 обиколки около Земята. |
| Восток 3        | 3KA-5 |         | 11 август 1962   | 94 часа, 10 минути        | Андриан Николаев    | Първи съвместен полет полет с Восток 4. 64 обиколки около Земята. |
| Восток 4        | 3KA-6 |         | 12 август 1962   | 70 часа, 44 минути        | Павел Попович       | Първи съвместен полет полет с Восток 3. 48 обиколки около Земята. |
| Восток 5        | 3KA-7 |         | 14 юни 1963      | 118 часа, 57 минути       | Валери Биковски     | Най-продължителен самостоятелен полет. 81 обиколки около Земята. |
| Восток 6        | 3KA-8 |         | 16 юни 1963      | 70 часа, 41 минути        | Валентина Терешкова | Първа жена в космоса. Извършва 48 обиколки около Земята. |

### Планирани полети
Още седем полета (Восток 7 до 13) са планирани, но впоследствие са отменени и компонентите са използвани за програмата Восход.
- „Восток-7“ (Борис Волинов) – 8-дневен полет на висока орбита за радиационно-биологични и други изследвания с естествено слизане от орбита;
- „Восток-8“ (Евгений Хрунов) – съвместен с „Восток-9“ 10-дневен полет на висока орбита за различни изследвания с естествено слизане от орбита;
- „Восток-9“ (Павел Беляев) – съвместен с „Восток-8“ 10-дневен полет на висока орбита за различни изследвания с естествено слизане от орбита;
- „Восток-10“ (Алексей Леонов) – 10-дневен полет с маневриране на висока орбита за различни изследвания с естествено слизане от орбита;
- „Восток-11“ (Владимир Комаров) — полет със създаване на изкуствена гравитация (преместен в програма Восход, и там отново отменен);
- „Восток-12“ (Георгий Береговой) — полет с излизане в открития космос (прехвърлен в програма „Восход“, полет „Восход 2“);
- „Восток-13“ (Виктор Горбатко) – 10-дневен полет на висока орбита за различни изследвания с естествено слизане от орбита.